# Bertold II (książę Zähringen)
Bertold II (ur. ok. 1050 r., zm. 12 kwietnia 1111 r.) – książę Zähringen od 1078 r. z rodu Zähringen, pretendent do księstwa Szwabii.

## Życiorys
Bertold II był jednym z synów księcia Karyntii Bertolda I z Zähringen i Richwary. Bertold odziedziczył tylko część ojcowskich posiadłości – liczne dobra między Renem i Schwarzwaldem oraz hrabstwo Bryzgowii przypadło potomkom jego brata Hermana I. Był wiernym stronnikiem księcia Szwabii i antykróla Niemiec Rudolfa z Rheinfelden w walce o władzę w Rzeszy, w 1079 r. poślubił jego córkę Agnieszkę. Nawet po śmierci Rudolfa w 1080 r. Bertold II wraz z księciem Bawarii Welfem I wspierał jego syna Bertolda w walce z Henrykiem IV Salickim i mianowanym przez niego księciem Szwabii Fryderykiem I Hohenstaufem. M.in. zaatakował sprzymierzone z cesarzem opactwo Sankt Gallen. Pozycję Bertolda II umocniło też mianowanie w 1089 jego brata Gebharda biskupem Konstancji. Po śmierci Bertolda z Reinfelden w 1090 r. Bertold II odziedziczył ziemie rodu Rheinfelden (głównie tereny między Jurą i Aare) umacniając swoją pozycję na terenie obecnej Szwajcarii. Przejął także roszczenia do Szwabii, a w 1092 r. został ogłoszony przez opozycję księciem (antyksięciem) Szwabii; musiał jednak zrezygnować ostatecznie z tego tytułu w 1097 lub 1098 r. na rzecz Fryderyka Hohenstaufa. Mimo to zachował tytuł książęcy (jako książę Zähringen, od nazwy zamku – rodowej siedziby), a nawet uzyskał Zurych i pozostawał w zgodzie z władcami Niemiec z dynastii salickiej.
W 1093 r. Bertold II założył klasztor św. Piotra w Schwarzwaldzie, ojcowską fundację przeniesioną na nowe miejsce z Weilheimu. Nowa lokalizacja służyła celom rodu: znajdowała się na drodze łączącej dwie części dóbr Bertolda i stanowiła ośrodek kolonizacji. Bertold II był pierwszym przedstawicielem rodu tam pochowanym.

## Rodzina
Żoną Bertolda II była od 1079 r. Agnieszka (zm. 1111 r.), córka księcia Szwabii i antykróla Niemiec Rudolfa z Rheinfelden. Mieli liczne dzieci, w tym:
- Bertold III, następca ojca jako książę Zähringen,
- Konrad I, następca swego brata Bertolda III jako książę Zähringen,
- Agnieszka, żona hrabiego Burgundii Wilhelma II,
- Petrissa, żona hrabiego Pfirt Fryderyka,
- Lutgarda, żona hrabiego Calw Gotfryda,
- Judyta, żona hrabiego Gamertingen Ulryka.